# María Luisa Fitz-James Stuart y Portocarrero
María Luisa Fitz-James Stuart y Portocarrero (Madrid 19 d'octubre de 1853 - Sevilla, 9 de febrer de 1876) va ser una noble espanyola, XII duquessa de Montoro i Gran d'Espanya.
Nascuda a Madrid el 19 d'octubre de 1853. Era filla de Jacobo Fitz-James Stuart y Ventimiglia, duc d'Alba, i de María Francisca de Sales Portocarrero-Palafox y Kirkpatrick, duquessa de Peñaranda de Duero i comtessa de Montijo.
Va ostentar els títols de duquessa de Montoro, de Valdunquillo i de Mirallo. Va ser duquessa consort de Medinaceli pel seu matrimoni amb el duc Luis María Fernández de Córdoba y Pérez de Barradas, amb qui es va casar a l'església de San Marcos de Madrid el 2 d'octubre de 1875.
La duquessa va morir uns mesos després, el 9 de febrer de 1876, sense descendència.